# Журин, Иван Иванович
Иван Иванович Журин (1915—2001 гг.) — советский работник железнодорожного транспорта, сцепщик вагонов, Герой Социалистического Труда.

## Биография
Родился 28 марта 1915 года в поселке Юдино Российской империи (по другим данным селе Осиново ныне Зеленодольского района Татарстана), ныне микрорайон Казани.
Трудиться начал в годы первой пятилетки. В начале 1930-х годов поступил на Юдинскую сортировочную железнодорожную станцию стрелочником. Затем работал сцепщиком и помощником составителя поездов. Был новатором производства, а в 1958 году смена мастера Ивана Журина выступила с инициативой движения за коммунистический труд. Стали победителями в социалистическом соревновании и первыми добились звания коллектива коммунистического труда. А Ивану Ивановичу Журину в августе 1959 года было присвоено звание Героя Социалистического Труда.
Выйдя на пенсию в 1975 году, Журин продолжал быть наставником молодежи, а также стал одним из организаторов музея революционной, боевой и трудовой славы железнодорожной станции Юдино.
Умер в 2001 году.

## Награды
- В 1959 году И. И. Журину было присвоено звание Героя Социалистического Труда с вручением ордена Ленина.
- Также был награждён медалями.

## Память
- В честь празднования 150-летия со дня основания Горьковской железной дороги на железнодорожной станции Юдино были установлены три мемориальные доски, одна из которых — Ивану Ивановичу Журину.[2]